# 文政村
文政村（ぶんせいむら）は、かつて熊本県八代郡にあった村。

## 歴史
- 1876年（明治9年） - 北出村と外出村が合併し両出村が成立。硴村が貝洲村に合併。
- 1889年（明治22年）4月1日 - 町村制の施行により、両出村、貝洲村、塩浜村、宝出村が合併して文政村が発足。
- 1955年（昭和30年）2月1日 - 鏡町、有佐村と合併して鏡町が発足。同日、文政村廃止。

## 教育

### 小学校
- 文政小学校

### 中学校
- 文政中学校